# Troicka linija
Troicka linija (rusko Троицкая ли́ния, poimenovana po načrtovani končni postaji v mestu Troick) (Linija 16; Smaragdna linija, predhodno Kommunarska linija, rusko Коммунарская ли́ния, poimenovana po predmestju Kommunarka) je linija Moskovske podzemne železnice, ki se bo sprva raztegnila do mesta Kommunarka v Novomoskovskem urpanem okrožju, ali Novi Moskvi z Novatorske postaje. V prihodnosti se bo linija podaljšala do mesta Troick. Prvi odsek linije od Novatorske do Tjutčevske postaje je bil odprt 7. septembra 2024.

## Razvoj
Po razširitvi mesta Moskve, ki je podvojila velikost mesta, je mestna uprava poskušala povečati potniški prevoz na območje, znano kot Nova Moskva. Leta 2014 je župan Moskve Sergej Sobjanin opravil obisk na Kitajskem, kjer je podpisal dogovor s China Railway Construction Corporation (CRCC) in Kitajskim mednarodnim skladom za gradnjo linije do Nove Moskve in financiranje gradnje z razvijanjem nepremičnin pri postajah. S padcem rublja na koncu leta 2014 so se začela pogajanja glede stroškov in namestnik moskovskega župana Marat Husnullin je napovedal, da bo mesto nadaljevalo z razvojem z uporabo lastnih sredstev.
Leta 2016 se je mesto ponovno pogajalo s CRCC za gradnjo linije. Mesto je želelo, da ne bi CRCC vodil celotnega projekta, marveč da bi si delo razdelili ruski in kitajski delavci. Obe strani sta se dogovorili ne le za gradnjo Troicke linije, temveč tudi tri postaje Velike obročaste linije: Mičurinski prospekt, Aminjevska in Prospekt Vernadskogo.
19. junija 2019 se je začela gradnja postaje Universitet Družbi Narodov in 17. julija je bilo razglašeno, da poteka delo že na vseh postajah prvega odseka.
26. avgusta 2019 je Sergej Sobjanin uradno napovedal podaljšanje linije 16 na jug od Kommunarke do Troicka. Sporočil je, bo južni odsek dolg 14,6 km in bo imel šest postaj. Del odeska med Sosenki in Desno bo potekal na površini.
25. novembra 2019 se je začela gradnja prvega predora med postajama "Ulica Novatorov" in "Universitet Družbi Narodov". 4. decembra 2020 je bilo delo koončano, ščit je presegel 2,7 km na globini do 30 m.
Septembra 2021 je bila potrjena gradnja med postajama Krimska in ZIL. Junija 2023 je bilo potrjeno načrtovanje drugega večjega odseka med postajama Kommunarka in Kedrova, oktobra 2023 pa je bilo načrtovanje razširjeno do postaje Troick.
7. septembra 2024, na dan mesta Moskve, je bil odprt prvi odsek med Novatorsko in Tjutčevsko postajo.
28. decembra 2024 je bil odprt drugi odsek med postajama Tjutče vska in Novomoskovska.